# Alfons de Borbó i Dampierre
Alfons Jaume Marcel·lí Manuel Víctor de Borbó i Dampierre (Roma, 20 d'abril de 1936-Beaver Creek, Colorado, 30 de gener de 1989) va ser el fill primogènit de l'infant Jaume de Borbó i Battenberg, per tant net del rei Alfons XIII, i d'Emmanuelle de Dampierre. També va ser Cap de la Casa de Borbó i considerat pels legitimistes francesos cap de la casa reial francesa amb el nom d'Alfons II de França, com a hereu dels antics reis francesos.

## Primers anys
Apartat de la successió a la corona quan el seu pare va renunciar el 1933 als drets successoris al tron d'Espanya per a ell i als seus descendents a causa de la seva sordmudesa i, també, a petició expressa del seu pare, el rei Alfons XIII. Després, es va casar amb Emmanuelle de Dampierre, que si bé no era de la reialesa, sí que era noble, requisit indispensable per evitar quedar totalment exclòs de la successió. En l'àmbit familiar, Alfons sempre va estar molt unit al seu únic germà, Gonçal; el matrimoni Borbó-Dampierre, tanmateix, es va trencar ben aviat, i l'infant Jaume es va casar amb una cantant prussiana i Emmanuelle amb un empresari de Milà. A causa d'això, ambdós germans van estar a diversos internats suïssos, acostumaven a anar a Lausana, a casa de la seva àvia Victòria Eugènia de Battenberg, la qual els tenia molt d'afecte. Per la seva banda, Alfons XIII, mai va considerar els seus nets membres de la línia successòria.

## Trasllat a Espanya
El 1954, amb el permís de Francisco Franco, els dos germans van tornar a Espanya. Allà es va llicenciar en ciències polítiques. Després de la designació de Joan Carles de Borbó com a successor el 1969, Franco el va nomenar ambaixador d'Espanya a Suècia. Alfons sempre havia especulat a les televisions franceses sobre la possibilitat de ser rei d'Espanya, especialment després que el seu pare es retractés de la seva renúncia i s'autoproclamés Cap de la Casa Reial dels Borbó en les seves branques francesa i espanyola, així com duc d'Anjou. A Suècia va conèixer a la seva futura esposa, Carmen Martínez-Bordiú, neta de Franco, amb qui es va casar el maig de 1972, rebent el títol de ducs de Cadis com a present. L'esdeveniment va provocar que es tornés a parlar d'un possible canvi en la successió. Alguns familiars i persones de l'entorn de Franco i de Jaume de Borbó volien que la unió comportés aquest canvi, perquè era prou sabut que el dictador no tenia en bona estima a Joan de Borbó, pare de Joan Carles. No obstant això, no va canviar els seus plans de la seva successió.
Alfons també va exercir entre altres càrrecs, el de President de l'Institut de Cultura Hispànica, realitzant diversos viatges oficials per Amèrica Llatina. Fou President de la Federació Espanyola d'Esquí i del Comitè Olímpic Espanyol i Conseller de Campsa i Asesa.
Després del casament, el matrimoni es va traslladar a Estocolm, on Alfons va continuar exercint d'ambaixador durant tot el seu mandat. Allà es va anunciar el primer embaràs de Carmen Martínez-Bordiú, el de Francisco, que va néixer a Madrid el 1972. Dos anys més tard va néixer el seu segon fill, Luis Alfonso. El 1975, a la mort del dictador Franco, Joan Carles I va ser proclamat finalment rei d'Espanya. Més tard, el 1982, el matrimoni es va divorciar, i dos anys més tard, el 1984, Alfons va tenir un gravíssim accident de trànsit amb els seus dos fills, que va provocar la mort del seu primogènit. Des d'ençà aleshores, va patir un greu trasbals psicològic en assabentar-se que el seu fill havia mort a l'accident, un estat mental que ja no l'abandonaria fins a la seva mort el 1989.

## Darrers anys i mort
Els darrers anys de la seva vida va tenir una relació amb Mirta Miller, que posteriorment va publicar un llibre sobre la relació amb Alfons de Borbó. El 30 de gener de 1989, el duc va morir en un misteriós accident d'esquí a Beaver Creek, a l'estat de Colorado. Es trobava allà per gaudir del seu esport preferit durant dues setmanes per la celebració dels campionats mundials. Alfons va inspeccionar les pistes després de la celebració de les proves femenines, es va trobar el seu amic Tony Sailer, campió d'esquí suís, i van baixar junts per les pistes. Abans d'arribar a la meta, Sailer es va adonar que un dels cables estava massa baix i es va aturar per avisar els altres esquiadors, però Alfons va passar per la seva esquerra i va resultar guillotinat pel cable, morint a l'instant. Va ser repatriat immediatament i enterrat al convent de las Descalzas Reales, on reposava el seu fill Francisco. El seu fill Luis Alfonso va convertir-se aleshores en el líder dels legitimistes francesos.